# Hepatische Enzephalopathie
Die hepatische Enzephalopathie (HE, Synonyme: portosystemische Enzephalopathie, früher portokavale Enzephalopathie), auch als Leber-Hirn-Störung bezeichnet, ist eine potenziell reversible Funktionsstörung des Gehirns, die durch eine unzureichende Entgiftungsfunktion der Leber infolge einer meist chronischen Leberkrankheit entsteht. Die Krankheit führt in ihrem Verlauf zu einer zunehmenden Verschlechterung der kognitiven und motorischen Fähigkeiten und kann zum sogenannten Leberkoma (Coma hepaticum, hepatisches Koma) führen.

## Prävalenz und Mortalität
In Deutschland leiden rund eine Million Menschen an einer Leberzirrhose; 80 % der stationär behandelten Patienten entwickeln dabei eine hepatische Enzephalopathie, wovon 36 % der Patienten eine manifeste und rund die Hälfte eine minimale hepatische Enzephalopathie entwickeln. Als eine der Hauptkomplikationen der alkoholinduzierten Leberzirrhose weist sie im Vergleich zu den übrigen Komplikationen die höchste Mortalitätsrate auf. Im Zeitraum von einem Monat nach Diagnosestellung verstarben einer Untersuchung zufolge 45 % der unbehandelten Patienten, die zusätzlich zu anderen Komplikationen noch eine hepatische Enzephalopathie aufwiesen; nach einem Jahr waren es 64 %, nach fünf Jahren 85 %. Aus diesem Grund ist es notwendig, dass eine Leber-Hirn-Störung frühzeitig diagnostiziert wird.

## Pathogenese
Die beeinträchtigte Entgiftungsfunktion der Leber ist dabei Folge eines akuten Leberversagens oder einer chronischen Lebererkrankung (z. B. einer Leberzirrhose mit Ausbildung portokavaler Umgehungskreisläufe), aber auch eines therapeutisch angelegten Shunts, wodurch es zu einem Anstieg der Konzentration verschiedener Substanzen im Körper kommt. Zu erwähnen sind hier:
- Ammoniak, ein Abbauprodukt des Aminosäurestoffwechsels, welches normalerweise über den Harnstoffzyklus in den Leberzellen entgiftet wird.[5]
- Mercaptane (mitverantwortlich für den Foetor hepaticus)
- Gamma-Aminobuttersäure (GABA)
- kurzkettige Fettsäuren
- aromatische Aminosäuren (während die Konzentration verzweigtkettiger Aminosäuren abnimmt)

Ammoniak gilt als einer der Hauptakteure in der Pathophysiologie der hepatischen Enzephalopathie. Durch die unzureichende Verstoffwechselung durch die Leber wird das Blut im Intestinaltrakt mit Ammoniak angereichert, von wo aus es dann in den Blutkreislauf des Körpers gelangt. Über die Blut-Hirn-Schranke gelangt Ammoniak in das Gehirn und wird von den Astrozyten aufgenommen. Die Astrozyten metabolisieren das aufgenommene Ammoniak zu Glutamin, was einen osmotischen Effekt auf das Astrozyten-Volumen hat. Die daraus resultierende Anschwellung der Astrozyten, die auch zur Bildung eines Hirnödems beitragen kann, gilt als eine wesentliche Ursache für die hepatische Enzephalopathie.

## Formen, Schweregrade und Symptome
Es werden zwei Formen des Krankheitsverlaufs unterschieden, die persistierende und die episodische hepatische Enzephalopathie.
- Persistierende HE: Diese Form ist durch eine dauerhafte Bewusstseinsstörung und kontinuierliche Einschränkung der kognitiven Funktionen der Patienten gekennzeichnet.[2]
- Episodische HE: Bei diesem Krankheitsverlauf wechseln symptomfreie Phasen mit Abschnitten von neurologischen Bewusstseinsstörungen (Müdigkeit, abnehmende Leistungsfähigkeit). Die Symptome klingen jedoch nicht ganz ab; vielmehr nehmen die neuro-kognitiven Störungen häufig mit jeder weiteren HE-Episode zu.[2]

West-Haven-Klassifikation:
Die HE wird nach der West-Haven-Klassifikation in fünf Schweregrade eingeteilt.
- Minimale HE:
 Die minimale HE stellt die am wenigsten ausgeprägte Form der hepatischen Enzephalopathie dar. Bei dieser Form sind keine klinischen Symptome erkennbar, jedoch zeigen die Patienten erste kognitive Defizite in milder Ausprägung, die sich nachteilig auf die gesundheitsbezogene Lebensqualität (HRQoL) auswirken können.[10][11][12] Vor allem komplexe Tätigkeiten, die Aufmerksamkeit, Informationsverarbeitung und psychomotorische Fähigkeiten verlangen, sind eingeschränkt. Dazu zählt beispielsweise das Führen eines Kraftfahrzeugs. Patienten mit MHE weisen höhere Raten von Verkehrsverstößen und Verkehrsunfällen auf.[13] Validierte psychometrische Tests können einen Hinweis auf eine minimale HE liefern.
- Subklinische HE:
  - I. Stadium:
Leichtgradige Minderung der Bewusstseinslage mit zunehmendem Schlafbedürfnis (Somnolenz), Stimmungsschwankungen, Reizbarkeit, deutlicher Antriebsstörung und Abnahme der intellektuellen Leistungsfähigkeit. Auffällige Störungen der Feinmotorik mit einer Änderung des Schriftbildes, beginnendem Tremor und verlangsamtem Bewegungsablauf.
- Manifeste HE:
  - II. Stadium:
Erhebliche Minderung der Bewusstseinslage mit Orientierungsstörungen, ausgeprägter Gedächtnisstörung, Verarmung des Gefühlslebens und verzögerter Reaktion auf Ansprache. Verwaschene Sprache (Dysarthrie), „flapping tremor“ und erhöhte Muskelspannung.
  - III. Stadium:
Hochgradige Bewusstseinsstörung (Sopor: meist schlafender, aber erweckbarer Patient), Verlust der Orientierung, Verwirrtheit, unzusammenhängende Sprache, verminderte Reaktion auf Schmerzreize. Erhöhte Muskelspannung bis hin zur Muskelsteife (Spastik), Stuhl- und Harninkontinenz, Gang- und Standunsicherheit (Ataxie).
  - IV. Stadium:
Bewusstlosigkeit ohne Reaktion auf Schmerzreize (Koma). Erlöschen der Muskeleigenreflexe, Muskelsteife mit Beuge- und Streckhaltung, im fortgeschrittenen Stadium Verlust der Muskelspannung.

Die minimale HE und Stadium I der West-Haven-Klassifikation werden auch unter dem Begriff Covert HE zusammengefasst, während die Stadien II–IV auch als Overt HE bezeichnet werden.

## Diagnose
Validierte psychometrische Tests, wie sie gemäß der aktuellen Leitlinie des EASL und AASLD empfohlen werden, können einen Hinweis auf die minimale hepatische Enzephalopathie liefern. Dazu gehören unter anderem sogenannte Papier-Bleistift-Tests, wie der Zahlenverbindungstest oder Liniennachfahrtest, die den psychometrischen hepatischen Enzephalopathie Score (PHES) ermitteln.
Die manifeste Form der hepatischen Enzephalopathie wird in erster Linie anhand des klinischen Bildes diagnostiziert. Verwendet werden klinische und laborchemische Untersuchungen wie Laborbestimmungen (z. B. Leberfunktionstest, Blutglukose, Ammoniak-Spiegel), bildgebende Verfahren (z. B. MRT, Schädel-CT) und elektrophysiologische Diagnostik (z. B. EEG). Damit sollen vor allem andere Ursachen für die neurologischen und metabolischen Störungen ausgeschlossen werden.
Ein hoher Ammoniakspiegel im Blut – von Patienten mit chronischer Lebererkrankung – hat alleinig nur eine geringe diagnostische Aussagekraft. Er ermöglicht noch keine Zuordnung zu einem HE-Grad. Ebenso kann keine Prognose anhand des Blutammoniakspiegels gestellt werden. Auch im Fall von Blutammoniakspiegeln im Normbereich ist die Diagnose „HE“ zu überprüfen.

## Therapie
Medikamentöse Behandlung
- Lactulose ist eine synthetische Zuckerart (Disaccharid) aus Galaktose und Fruktose und beeinflusst die Darmflora im Sinne eines Übergewichtes milchsäurebildender Darmbakterien, wodurch ammoniakbildende Darmbakterien zurückgedrängt werden sowie deren Urease, die eine Ammoniakbildung katalysiert, gehemmt wird. Des Weiteren wird bei dem nun niedrigeren pH-Wert Ammoniak zu Ammonium protoniert, welches als Salz ausgeschieden wird.
- Neomycin war ein in der Vergangenheit verwendetes Lokalantibiotikum, das bei oraler Gabe im Darm wirksam wird und dort die ammoniakbildenden Bakterien abtötet. Aufgrund der ototoxischen und nephrotoxischen Nebenwirkungen wird die Behandlung mit Neomycin jedoch nicht mehr empfohlen.[17]
- Rifaximin, ein praktisch nicht-resorbierbares und lokal wirkendes Antibiotikum. In Einzelfällen kann eine Kombinationstherapie mit Rifaximin in der Akuttherapie erwogen werden. Als Monotherapie wird es, bei hepatischer Enzephalopathie des Grad 1 oder höher (West-Haven-Klassifikation) nur bei Unverträglichkeit von Laktulose eingesetzt.[18]

- L-Ornithin-L-Aspartat (LOLA) ist ein Salz, bestehend aus den beiden Aminosäuren Ornithin und Aspartat. L-Ornithin-L-Aspartat (LOLA) i.v. kann die Ammoniakentgiftung auf zweifache Weise unterstützten: Es aktiviert sowohl die gestörte Bildung von Harnstoff in der Leber als auch die Glutaminsynthese in Leber, Muskulatur und Gehirn.[19]

Da die hepatische Enzephalopathie zu Rezidiven neigt und die kognitiven Schäden mit jeder Episode zunehmen, ist eine konsequente und langfristige Rezidivprophylaxe durch den Hausarzt sehr wichtig. Dies entspricht auch der aktuellen Leitlinie der EASL und AASLD, welche bei der hepatischen Enzephalopathie eine langfristige Sekundärprophylaxe empfiehlt.